# Колачковський потік
Колачковський потік (словац. Kolačkovský potok) — річка в Словаччині, ліва притока Якуб'янки, протікає в округах Стара Любовня і Кежмарок.
Довжина — 12,5-13,0 км. Витік знаходиться в масиві Левоцька височина — на висоті приблизно 1230 метрів. Протікає територією сіл Колачков; Нова Любовня і Ломничка.
Впадає в Якуб'янку на висоті приблизно 555—560 метрів.